# 路易斯·多雷斯特
路易斯·多雷斯特（西班牙語：Luis Doreste，1961年3月7日—），西班牙男子帆船运动员。他曾代表西班牙参加1984年、1988年、1992年和1996年夏季奥林匹克运动会帆船比赛，共获得二枚金牌。

## 家庭
哥哥何塞·多雷斯特、古斯塔沃·多雷斯特。